# جرب هادى (قفل شمر)

تعديل مصدري - تعديل

جرب هادى هي إحدى قرى عزلة المخلاف بمديرية قفل شمر التابعة لمحافظة حجة، بلغ تعداد سكانها 93 نسمة حسب تعداد اليمن لعام 2004.